# Ведущий мост

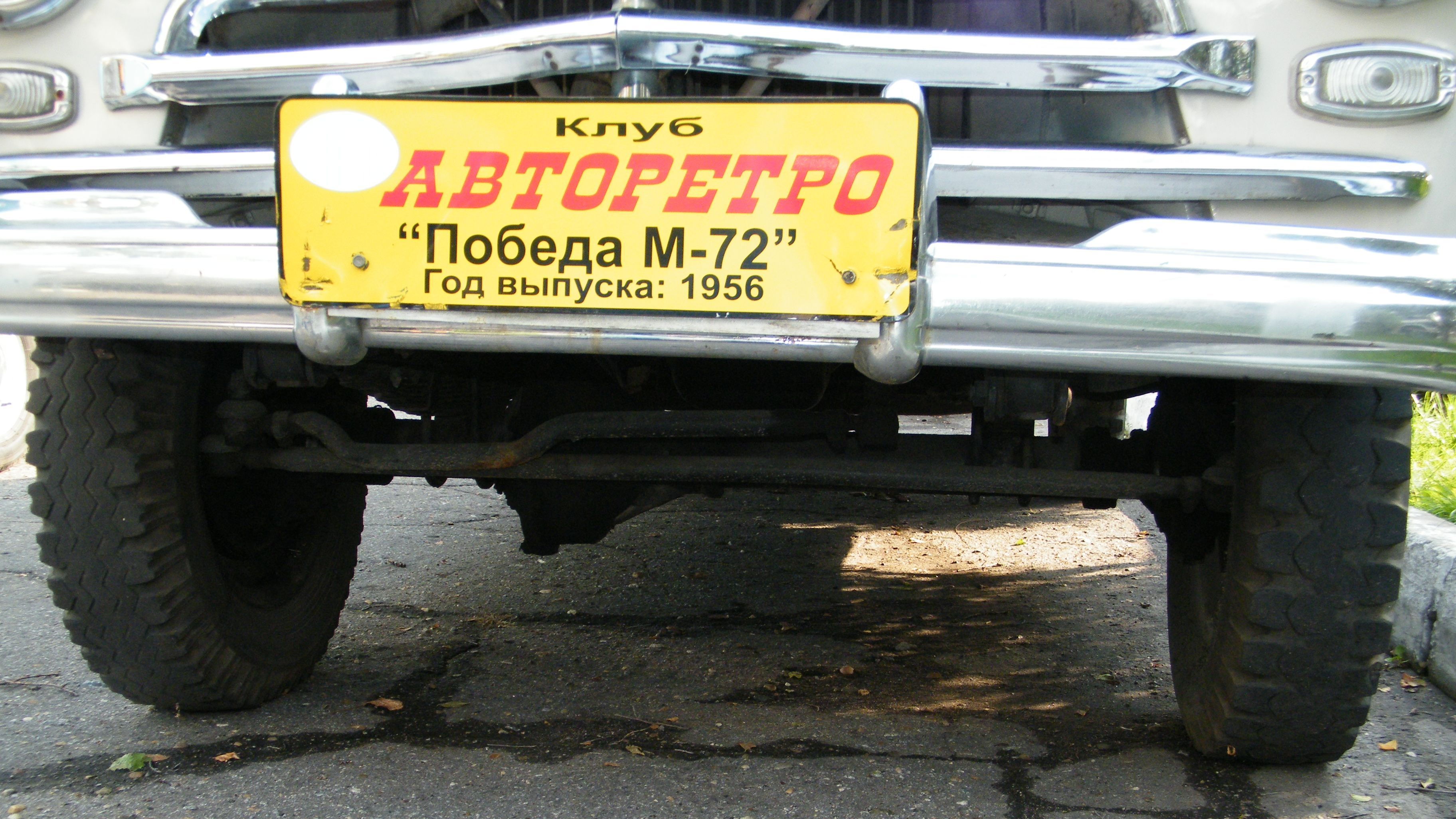
Ведущий передний мост автомобиля ГАЗ-М-72

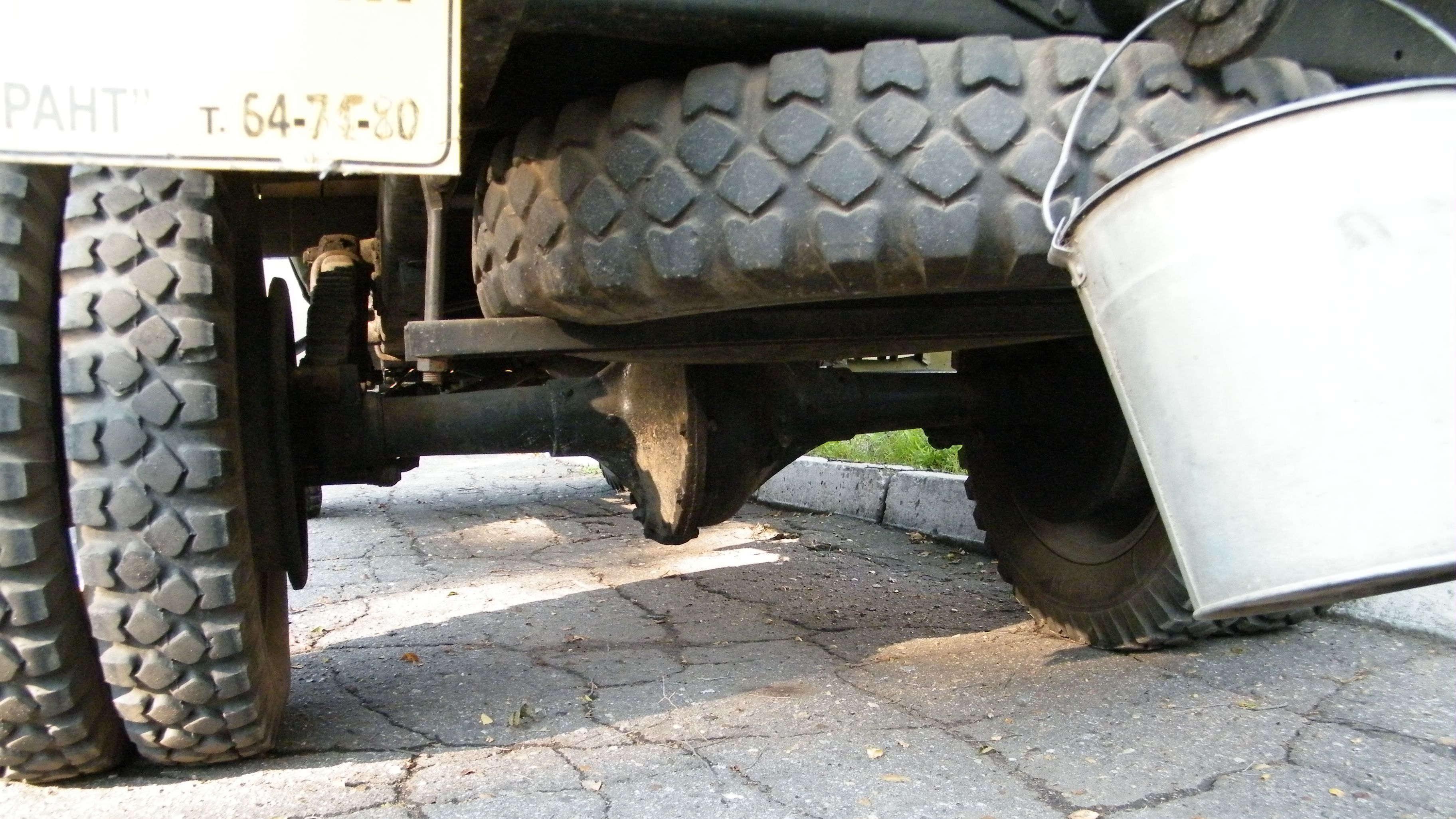
Ведущий задний мост автомобиля ГАЗ-ММ

Ведущий мост — агрегат колёсной или гусеничной машины, соединяющий между собой ведущие колёса одной оси. Посредством подвески мост крепится к раме машины или к её несущему кузову.

## Состав
Ведущий мост содержит в себе детали и механизмы, передающие крутящий момент к ведущим колёсам:
- главную передачу;
- дифференциал и/или механизм поворота (у гусеничных машин);
- полуоси;
- бортовые (конечные) передачи;
- ступицы колёс.

У машин с гидравлическим или электрическим приводом перечисленные элементы могут частично или полностью отсутствовать. В таком случае их функцию выполняют мотор-колёса.

## Расположение
Возможны различные варианты расположения ведущего моста:
- У автомобилей классической компоновки ведущими являются задние колёса.
- У переднеприводных машин ведущими являются передние колёса. При этом, зачастую, они же являются управляемыми колёсами.
- У машин повышенной проходимости с зависимой подвеской ведущими являются все мосты, включая мост управляемых колёс.
- У разного рода специальных машин (сельскохозяйственных, коммунальных и др.) ведущим может быть передний мост, а управляемым — задний мост.

## Назначение
Назначение ведущего моста сводится к выполнению следующих функций:
- изменять подведённый крутящий момент и передавать его на ведущее колесо;
- при повороте обеспечивать ведущим колёсам возможность вращаться с различным числом оборотов;
- передавать тяговое (толкающее) усилие и реактивный момент от ведущих колёс к раме или несущему кузову машины;
- воспринимать силу веса и боковые реакции, возникающие при движении машины на повороте или на косогоре.